# Francesco Ferdinando d'Avalos
Francesco Ferdinando d'Avalos d'Aquino d'Aragona (Ischia, 1530 – Palermo, 31 luglio 1571) è stato un nobile e politico italiano.

## Biografia
Francesco Ferdinando era il figlio primogenito di Alfonso III d'Avalos e della sua consorte Maria d'Aragona. Fu un confidente del Re di Spagna Filippo II d'Asburgo,  che lo nominò suo rappresentante al Concilio di Trento.
A capo dell'esercito spagnolo in Lombardia e nel Piemonte dal dicembre 1555, concluse una tregua vantaggiosa con la Francia nel marzo 1556, portando a termine con successo la campagna iniziata da Fernando Álvarez de Toledo, III duca d'Alba.
Dal 1560 al 1563 fu successore di Gonzalo Fernández de Córdoba, III duca di Sessa, come governatore del Ducato di Milano, una funzione che, a seconda dei poteri concessi dal re di Spagna, era l'equivalente di un capo di Stato. Suo padre aveva già tenuto dal 1536 al 1546 la stessa funzione.
L'11 aprile 1568 Francesco Ferdinando d'Avalos successe a Carlo d'Aragona, duca di Terranova, come viceré di Sicilia e tenne questa posizione fino alla sua morte, nel 1571.
Il 20 luglio del 1568 Francesco Ferdinando cedette il feudo di Castelnuovo Scrivia con il relativo titolo al marchese Giambattista de Marinis per la somma di 72 000 scudi. Acquistò contestualmente il feudo di Casalmaggiore, che sarebbe rimasto sotto il controllo dei d'Avalos sino al 1618.

## Matrimonio e figli
Il principe Francesco Ferdinando d'Avalos d'Aquino d'Aragona sposò nel dicembre 1556 la duchessa Isabella Gonzaga, figlia del duca Federico II Gonzaga e della marchesa Margherita Paleologa; la coppia ebbe i seguenti due figli:
- Alfonso Felice d'Avalos (1564 - 1593), nel 1571 in seguito alla morte del padre, gli succedette in tutti i suoi titoli.
- Tommaso d'Avalos, (1571 - 1622), sin da giovane fu avviato alla carriera ecclesiastica venendo eletto nel 1611 Patriarca di Antiochia, carica che detenne sino al 1622, quando venne sostituito da Luigi Caetani.

Figli naturali:
- fra Alfonso d'Avalos (circa 1567 - 1620), cavaliere dell'Ordine di Malta e militare
- Giovanni d'Avalos (1571 -1616)

## Albero genealogico
|                                          |                        |                                              | Genitori                                                |  |  | Nonni |  |  | Bisnonni                                  |  |  | Trisnonni                              |  |
|                                          |                        |                                              |                                                         |  |  |       |  |  | Innico I d'Avalos, conte di Monteodorisio |  |  | Ruy López Dávalos, II conte di Ribadeo |  |
|                                          |                        |                                              |                                                         |  |  |       |  |  | Innico I d'Avalos, conte di Monteodorisio |  |  | Ruy López Dávalos, II conte di Ribadeo |  |
|                                          |                        | Costanza de Tovar                            |                                                         |  |  |       |  |  | Innico I d'Avalos, conte di Monteodorisio |  |  |                                        |  |
| Innico II d'Avalos, I marchese del Vasto |                        |                                              |                                                         |  |  |       |  |  | Innico I d'Avalos, conte di Monteodorisio |  |  |                                        |  |
|                                          |                        | Antonella d'Aquino, III marchesa di Pescara  | Berardo Gaspare d'Aquino, II marchese di Pescara        |  |  |       |  |  |                                           |  |  |                                        |  |
|                                          |                        | Antonella d'Aquino, III marchesa di Pescara  | Berardo Gaspare d'Aquino, II marchese di Pescara        |  |  |       |  |  |                                           |  |  |                                        |  |
|                                          |                        | Antonella d'Aquino, III marchesa di Pescara  | Beatrice Caetani                                        |  |  |       |  |  |                                           |  |  |                                        |  |
| Alfonso III d'Avalos                     |                        | Antonella d'Aquino, III marchesa di Pescara  |                                                         |  |  |       |  |  |                                           |  |  |                                        |  |
|                                          |                        | Roberto Sanseverino, III principe di Salerno | Antonello Sanseverino, II principe di Salerno           |  |  |       |  |  |                                           |  |  |                                        |  |
|                                          |                        | Roberto Sanseverino, III principe di Salerno | Antonello Sanseverino, II principe di Salerno           |  |  |       |  |  |                                           |  |  |                                        |  |
|                                          |                        | Roberto Sanseverino, III principe di Salerno | Costanza da Montefeltro                                 |  |  |       |  |  |                                           |  |  |                                        |  |
| Laura Sanseverino                        |                        | Roberto Sanseverino, III principe di Salerno |                                                         |  |  |       |  |  |                                           |  |  |                                        |  |
|                                          |                        | Maria d'Aragona                              | Alfonso de Aragón y de Escobar, I duca di Vilahermosa   |  |  |       |  |  |                                           |  |  |                                        |  |
|                                          |                        | Maria d'Aragona                              | Alfonso de Aragón y de Escobar, I duca di Vilahermosa   |  |  |       |  |  |                                           |  |  |                                        |  |
|                                          |                        | Maria d'Aragona                              | Leonor de Sotomayor                                     |  |  |       |  |  |                                           |  |  |                                        |  |
| Francesco Ferdinando d'Avalos            |                        | Maria d'Aragona                              |                                                         |  |  |       |  |  |                                           |  |  |                                        |  |
|                                          | Ferdinando I di Napoli | Alfonso V d'Aragona                          |                                                         |  |  |       |  |  |                                           |  |  |                                        |  |
|                                          | Ferdinando I di Napoli | Alfonso V d'Aragona                          |                                                         |  |  |       |  |  |                                           |  |  |                                        |  |
|                                          | Ferdinando I di Napoli | Gueraldona Carlino                           |                                                         |  |  |       |  |  |                                           |  |  |                                        |  |
| Ferdinando d'Aragona, duca di Montalto   | Ferdinando I di Napoli |                                              |                                                         |  |  |       |  |  |                                           |  |  |                                        |  |
|                                          |                        | Diana Guardato                               | Zaccaria Guardato                                       |  |  |       |  |  |                                           |  |  |                                        |  |
|                                          |                        | Diana Guardato                               | Zaccaria Guardato                                       |  |  |       |  |  |                                           |  |  |                                        |  |
|                                          |                        | Diana Guardato                               | …                                                       |  |  |       |  |  |                                           |  |  |                                        |  |
| Maria d'Aragona                          |                        | Diana Guardato                               |                                                         |  |  |       |  |  |                                           |  |  |                                        |  |
|                                          |                        | Raimondo de Cardona, duca di Somma           | Antonio de Cardona                                      |  |  |       |  |  |                                           |  |  |                                        |  |
|                                          |                        | Raimondo de Cardona, duca di Somma           | Antonio de Cardona                                      |  |  |       |  |  |                                           |  |  |                                        |  |
|                                          |                        | Raimondo de Cardona, duca di Somma           | Castellana de Requenses                                 |  |  |       |  |  |                                           |  |  |                                        |  |
| Castellana de Cardona                    |                        | Raimondo de Cardona, duca di Somma           |                                                         |  |  |       |  |  |                                           |  |  |                                        |  |
|                                          |                        | Isabel de Requesens y Enríquez de Velasco    | Galcerán de Requesens i Joan de Soler, conte di Palamos |  |  |       |  |  |                                           |  |  |                                        |  |
|                                          |                        | Isabel de Requesens y Enríquez de Velasco    | Galcerán de Requesens i Joan de Soler, conte di Palamos |  |  |       |  |  |                                           |  |  |                                        |  |
|                                          |                        | Isabel de Requesens y Enríquez de Velasco    | Beatriz Enríquez de Velasco                             |  |  |       |  |  |                                           |  |  |                                        |  |
|                                          |                        | Isabel de Requesens y Enríquez de Velasco    |                                                         |  |  |       |  |  |                                           |  |  |                                        |  |